# Lijst van voetbalinterlands Polen - Tsjecho-Slowakije
Deze lijst van voetbalinterlands is een overzicht van alle officiële voetbalwedstrijden tussen de nationale teams van Polen en Tsjecho-Slowakije. De buurlanden speelden in totaal negentien keer tegen elkaar. De eerste ontmoeting, een vriendschappelijke wedstrijd, werd gespeeld in Praag op 27 oktober 1928. Het laatste duel, eveneens een vriendschappelijke wedstrijd, vond plaats op 27 mei 1992 in Jastrzębie Zdrój.

## Wedstrijden
| №  | Plaats           | Datum             | Competitie           | Wedstrijd                 | Uitslag |
| -- | ---------------- | ----------------- | -------------------- | ------------------------- | ------- |
| 1  | Praag            | 27 oktober 1928   | Vriendschappelijk    | Tsjecho-Slowakije – Polen | 3 – 2   |
| 2  | Warschau         | 14 juni 1931      | Vriendschappelijk    | Polen – Tsjecho-Slowakije | 0 – 4   |
| 3  | Warschau         | 15 oktober 1933   | WK 1934 kwalificatie | Polen – Tsjecho-Slowakije | 1 – 2   |
| 4  | Praag            | 31 augustus 1947  | Vriendschappelijk    | Tsjecho-Slowakije – Polen | 6 – 3   |
| 5  | Warschau         | 18 april 1948     | Vriendschappelijk    | Polen – Tsjecho-Slowakije | 3 – 1   |
| 6  | Ostrava          | 30 oktober 1949   | Vriendschappelijk    | Tsjecho-Slowakije – Polen | 2 – 0   |
| 7  | Warschau         | 22 oktober 1950   | Vriendschappelijk    | Polen – Tsjecho-Slowakije | 1 – 4   |
| 8  | Praag            | 14 september 1952 | Vriendschappelijk    | Tsjecho-Slowakije – Polen | 2 – 2   |
| 9  | Wrocław          | 10 mei 1953       | Vriendschappelijk    | Polen – Tsjecho-Slowakije | 1 – 1   |
| 10 | Bratislava       | 28 oktober 1962   | Vriendschappelijk    | Tsjecho-Slowakije – Polen | 2 – 1   |
| 11 | Warschau         | 13 september 1964 | Vriendschappelijk    | Polen – Tsjecho-Slowakije | 2 – 1   |
| 12 | Praag            | 25 oktober 1970   | Vriendschappelijk    | Tsjecho-Slowakije – Polen | 2 – 2   |
| 13 | Bydgoszcz        | 15 oktober 1972   | Vriendschappelijk    | Polen – Tsjecho-Slowakije | 3 – 0   |
| 14 | Praag            | 13 november 1974  | Vriendschappelijk    | Tsjecho-Slowakije – Polen | 2 – 2   |
| 15 | Bydgoszcz        | 24 september 1980 | Vriendschappelijk    | Polen – Tsjecho-Slowakije | 1 – 1   |
| 16 | Brno             | 4 september 1985  | Vriendschappelijk    | Tsjecho-Slowakije – Polen | 3 – 1   |
| 17 | Bratislava       | 27 oktober 1987   | Vriendschappelijk    | Tsjecho-Slowakije – Polen | 3 – 1   |
| 18 | Olomouc          | 27 maart 1991     | Vriendschappelijk    | Tsjecho-Slowakije – Polen | 4 – 0   |
| 19 | Jastrzębie-Zdrój | 27 mei 1992       | Vriendschappelijk    | Polen – Tsjecho-Slowakije | 1 – 0   |

## Samenvatting
| Competitie        | Totaal gespeeld | Winst Polen | Gelijk | Winst Tsjecho-Slowakije | Doelsaldo Polen – Tsjecho-Slowakije |
| ----------------- | --------------- | ----------- | ------ | ----------------------- | ----------------------------------- |
| WK-kwalificatie   | 1               | 0           | 0      | 1                       | 1 − 2                               |
| Vriendschappelijk | 18              | 4           | 5      | 9                       | 22 − 32                             |
| Totaal            | 19              | 4           | 5      | 10                      | 23 − 34                             |

## Details

### Achttiende ontmoeting
| Vriendschappelijk (Olomouc, Tsjecho-Slowakije, 27 maart 1991):                                                                                                   |              | |
| Tsjecho-Slowakije | 4 – 0        | Polen |
| Pavel Kuka 28' Ľubomír Moravčík 41' Ladislav Pecko 79' Václav Daněk 82'                                                                                          | goals        | |
| Milan Máčala | bondscoach   | Andrzej Strejlau |
| Ludek Mikloško 76' Dušan Tittel Miroslav Kadlec Ján Kocián 80' Pavel Hapal Ľubomír Moravčík Luboš Kubík Roman Kukleta 46' Karel Kula Pavel Kuka 73' Václav Daněk | opstellingen | 38' Józef Wandzik Zbigniew Kaczmarek Czesław Jakołcewicz Andrzej Lesiak Robert Warzycha Ryszard Tarasiewicz 55' Michał Gębura 76' Waldemar Prusik Krzysztof Warzycha Jan Furtok Roman Kosecki |
| Martin Frýdek 46' Ladislav Pecko 73' Petr Kouba 76' Jaroslav Šilhavý 80' Kazimierz Węgrzyn 87'                                                                   | wissels      | 38' Kazimierz Sidorczuk 55' Piotr Jegor 76' Tomasz Cebula |

### Negentiende ontmoeting
| Vriendschappelijk (Jastrzębie-Zdrój, Polen, 27 mei 1992): |              | |
| Polen | 1 – 0        | Tsjecho-Slowakije |
| Krzysztof Warzycha 24' | goals        | |
| Andrzej Strejlau | bondscoach   | Milan Máčala |
| Józef Wandzik 46' Marek Rzepka Roman Szewczyk Andrzej Lesiak Roman Kosecki Robert Warzycha Leszek Pisz Piotr Czachowski Janusz Góra 87' Krzysztof Warzycha 62' Ryszard Kraus 46' | opstellingen | 46' Petr Kouba 74' Jan Suchopárek Miloš Glonek Radoslav Latál Pavel Hapal Václáv Němeček Ľubomír Moravčík 46' Ondrej Křištofik Jiří Novotný 62' Horst Siegl 74' Pavel Kuka |
| Jarosław Bako 46' Adam Fedoruk 46' Piotr Jegor 62' Kazimierz Węgrzyn 87' | wissels      | 46' Alexander Vencel 46' Ján Maroši 62' Jiří Časko 74' Miroslav Chvíla 74' Peter Dubovský                                                                                  |
| Piotr Czachowski ??' Roman Kosecki ??' | gele kaarten | ??' Horst Siegl ??' Radoslav Latál ??' Ján Maroši ??' Jan Suchopárek |